# Politique en Espagne
 (novembre 2023).
La mise en forme du texte ne suit pas les recommandations de Wikipédia : il faut le « wikifier ».
Les points d'amélioration suivants sont les cas les plus fréquents. Le détail des points à revoir est peut-être précisé sur la page de discussion.
- Les titres sont pré-formatés par le logiciel. Ils ne sont ni en capitales, ni en gras.
- Le texte ne doit pas être écrit en capitales (les noms de famille non plus), ni en gras, ni en italique, ni en « petit »…
- Le gras n'est utilisé que pour surligner le titre de l'article dans l'introduction, une seule fois.
- L'italique est rarement utilisé : mots en langue étrangère, titres d'œuvres, noms de bateaux, etc.
- Les citations ne sont pas en italique mais en corps de texte normal. Elles sont entourées par des guillemets français : « et ».
- Les listes à puces sont à éviter, des paragraphes rédigés étant largement préférés. Les tableaux sont à réserver à la présentation de données structurées (résultats, etc.).
- Les appels de note de bas de page (petits chiffres en exposant, introduits par l'outil «  Source ») sont à placer entre la fin de phrase et le point final[comme ça].
- Les liens internes (vers d'autres articles de Wikipédia) sont à choisir avec parcimonie. Créez des liens vers des articles approfondissant le sujet. Les termes génériques sans rapport avec le sujet sont à éviter, ainsi que les répétitions de liens vers un même terme.
- Les liens externes sont à placer uniquement dans une section « Liens externes », à la fin de l'article. Ces liens sont à choisir avec parcimonie suivant les règles définies. Si un lien sert de source à l'article, son insertion dans le texte est à faire par les notes de bas de page.
- La présentation des références doit suivre les conventions bibliographiques. Il est recommandé d'utiliser les modèles {{Ouvrage}}, {{Chapitre}}, {{Article}}, {{Lien web}} et/ou {{Bibliographie}}. Le mode d'édition visuel peut mettre en forme automatiquement les références.
- Insérer une infobox (cadre d'informations à droite) n'est pas obligatoire pour parachever la mise en page.

Pour une aide détaillée, merci de consulter Aide:Wikification.
Si vous pensez que ces points ont été résolus, vous pouvez retirer ce bandeau et améliorer la mise en forme d'un autre article.
L'Espagne est une monarchie constitutionnelle où le roi est le chef de l'État et le président du gouvernement est le chef du gouvernement. Le pouvoir exécutif est exercé par le gouvernement tandis que le pouvoir législatif est dévolu au parlement. Le pouvoir judiciaire est indépendant des deux premiers. Depuis 1978, l'Espagne est considérée aux yeux de la communauté internationale comme un État n'étant ni unitaire, ni fédéral, ce qui en fait une spécificité européenne. D'un point de vue formel, le régime espagnol est souvent rapproché de la République italienne, tous deux étant des États méditerranéens.

## Pouvoir exécutif
| Fonction                  | Nom           | Parti                             | Depuis       |
| ------------------------- | ------------- | --------------------------------- | ------------ |
| Roi                       | Felipe VI     | -                                 | 19 juin 2014 |
| Président du gouvernement | Pedro Sánchez | Parti socialiste ouvrier espagnol | 2 juin 2018  |

L'Espagne se définit dans sa Constitution comme une monarchie parlementaire constitutionnelle, ce qui se traduit dans les faits que le roi se voit à la fois limité dans ses prérogatives par la Constitution, mais également par l'existence de deux chambres délibérantes élues, pour l'une par le peuple (le Congrès des députés), pour l'autre partiellement par les communautés autonomes (le Sénat).
Le roi Felipe VI règne depuis 2014. Il est chef de l'État et des différentes communautés autonomes, c'est pour cela que le titre de roi d'Espagne ne correspond dans les faits qu'à l'exercice des fonctions établies par la Constitution de 1978, les statuts des autonomies pouvant lui octroyer des fonctions propres. C'est ainsi que les présidents des communautés autonomes sont nommés par le roi sur proposition des parlements autonomes, alors que l'administrateur de l'État au sein des communautés est, lui, nommé en conseil des ministres par le président du gouvernement central.
Le roi ouvre également les nouvelles législatures des Cortes Generales  et des parlements autonomes, il exerce le commandement suprême des forces armées et est le plus haut représentant du pays dans les relations internationales. Le roi est le chef de l'État, symbole de son unité et de sa pérennité ; il est l'arbitre et le modérateur du fonctionnement régulier des institutions. À ce titre, le Roi a droit d'entrée et de présence au sein du Congrès des députés et en assure alors la présidence, ce que les autres monarchies européennes n'autorisent généralement pas.
Le pouvoir exécutif est aussi confié au gouvernement, composé du président, des vice-présidents et des ministres. Le président est nommé, sur la proposition des députés du Congrès, par le roi et obtient un mandat de 4 ans si sa candidature est acceptée par la majorité des membres du Congrès des députés. Le gouvernement a comme rôle principal de diriger la politique intérieure et extérieure, l'administration civile et militaire et la défense de l'État. Il exerce aussi la fonction exécutive et le pouvoir règlementaire conformément à la constitution et à la loi. De plus, il est celui qui gère le budget de l’État espagnol. Le gouvernement est responsable solidairement de ses actions politiques devant le Congrès des députés, devant lequel il rend compte de sa gestion toutes les semaines.

## Pouvoir législatif
L’Espagne a un parlement de type bicaméral imparfait. Les Cortes Generales sont le nom des deux chambres du Parlement qui représentent le peuple espagnol. Elles sont formées par le Congrès des députés et le Sénat.
Le Congrès des députés est composé de 350 députés élus pour quatre ans par représentation proportionnelle à scrutin de liste sur la base de circonscriptions provinciales. Le rôle du Congrès est d’exercer le pouvoir législatif, c'est-à-dire de contrôler l’action du gouvernement en votant les projets de loi. Cette chambre s’occupe aussi d’approuver le budget proposé par le gouvernement. La chambre a aussi le pouvoir de faire voter une motion de censure pour renverser le gouvernement.
Le Sénat de l'Espagne est composé aujourd'hui de 266 sénateurs. 208 sénateurs sont élus à la proportionnelle à raison de quatre sénateurs dans chacune des 47 provinces de la péninsule, 16 sont élus dans les deux communautés insulaires (îles Baléares et îles Canaries), et 2 dans chacune des deux cités autonomes de Ceuta et Melilla. 58 sénateurs sont élus par les parlements des 17 communautés autonomes à raison de un sénateur au moins par communauté, ainsi qu'un sénateur additionnel pour chaque million d'habitants du territoire. Son rôle est d’exercer le pouvoir législatif en ayant un droit de véto sur les propositions de loi acceptées au Congrès des députés.
Les deux assemblées peuvent être dissoutes, simultanément, convoquant alors de nouvelles élections.
Le système électoral espagnol favorise les deux formations dominantes et les partis nationalistes. Le sociologue Laurent Bonelli souligne ainsi que lors des élections générales de 2011, il fallait 42 000 voix aux nationalistes navarrais de Geroa Bai pour obtenir un siège au Parlement, 60 000 au Parti Populaire, 64 000 au PSOE et 155 000 à Izquierda Unida.

## Pouvoir judiciaire
Bien que constituée en communautés autonomes, l'Espagne ne sépare pas l'ordre judiciaire, ainsi les tribunaux sont tous compétents pour les domaines relevant de normes de l'État central ou de normes autonomes. Un Tribunal constitutionnel a pour fonctions exclusives d'aborder tous les points ayant trait avec la Constitution, les statuts et les normes en découlant, il est aussi l'organe de contrôle des référendums et des résultats électoraux.
Les communautés autonomes ne disposent pas d'organes équivalent, leur statut devant être accepté en session du Congrès des députés, et soumis au contrôle avant promulgation par le Tribunal constitutionnel, toutes dispositions contraires à la Constitution sont annulées et le Tribunal constitutionnel est compétent pour les problèmes de compétences entre l'État et les communautés autonomes, ainsi qu'entre les institutions, qu'elles soient centrales ou locales.
Le Tribunal suprême juge en appel ultime les cas lui étant soumis par les tribunaux inférieurs, il est aussi la juridiction de première instance pour les crimes concernant des hauts fonctionnaires étrangers et certains délits pouvant entraîner une partialité des cours inférieures. Le Tribunal suprême n'est pas l'organe régulateur de l'ordre judiciaire, cette prérogative est exercée par le Conseil général du pouvoir judiciaire, qui administre, organise, structure l'ordre judiciaire. Il existe en Espagne, comme dans de nombreuses démocraties, des tribunaux spécialisés dans des domaines spécifiques, comme le commerce, la famille, le terrorisme...
L'Audience nationale constitue une spécificité de l'Espagne, tribunal intermédiaire unique qui juge les crimes internationaux survenant sur le territoire espagnol, certains des jugements peuvent être pourvus en appel auprès du Tribunal suprême, si la loi espagnole dispose d'une norme équivalente. Des tribunaux d'appel et des tribunaux de première instance sont répartis sur l'ensemble du territoire.
En raison du système de l'aforamiento, 17 000 personnes (parlementaires, magistrats, etc.) échappent à la justice de première instance et sont jugées par des tribunaux supérieurs, soumis aux intervention du pouvoir exécutif.